# Веселиновски пролом
Веселиновският пролом е пролом на Брестова река (десен приток на Голяма Камчия), в източната част на Драгоевска планина (част от Източния Предбалкан), в Община Смядово, област Шумен. Същевременно свързва Ришката котловина на юг със Смядовското поле на север.
Проломът е дължина 7 km, а средната му надморска височина е около 125 m. Започва североизточно от село Веселиново, на 157 m н.в., насочва се на север и след около 7 km завършва югоизточно от град Смядово, при помпената станция на града, на 92 m н.в. Целият пролом е всечен в нагънатите долнокредни варовито-мергелни пластове на Преславската антиклинала и е обрасъл с плътна горска покривка предимно от бук, габър и горун.
През пролома преминава участък от 9,2 km от второкласния Републикански път II-73 Шумен – Смядово – Карнобат (от km 22,8 до km 32,0). Пътят през пролома е с важно транспортно и стопанско значение и се поддържа целогодишно за преминаване на моторни превозни средства.

## Топографска карта
- Лист от карта K-35-31. Мащаб: 1 : 100 000.
- Лист от карта K-35-43. Мащаб: 1 : 100 000.